# Gordon Harris
Gordon Allenby Harris (1918 – 1965) foi um ator inglês que atuou em filmes como Murder, She Said (1961), Murder at the Gallop (1963), bem como The Navy Lark (1959). Antes de começar sua carreira de ator, Gordon era soldado profissional e atuou como major no Regimento Dorsetshire [en] do exército britânico.

## Filmografia selecionada
- Border Incident (1949) - Bandit (não creditado)
- Forces' Sweetheart (1953)
- The Intimate Stranger (1956) - ator (não creditado)
- Um Crime por Dia (1958) - investigador (não creditado)
- I Was Monty's Double (1958) - sargento (não creditado)
- The Navy Lark (1959) - capitão da equipe
- A Touch of Larceny (1960) - 2º Special Branch, homem Jones (não creditado)
- Murder, She Said (1961) - Bacon
- Murder at the Gallop (1963) - sargento Bacon